# Caffè Borghetti
Il Caffè Borghetti (o Caffè sport Borghetti) è un liquore al caffè prodotto in Italia.
È consumato generalmente liscio o con ghiaccio; talvolta è utilizzato come variante in cocktail, ad esempio nel White Russian o nel Bombardino. È inoltre utilizzato talvolta in dolci come il tiramisù. Ha 25° ed è commercializzato in bottiglie da 100, 70, 10 e 3 cl oltre alle bottigliette mignon di plastica da 3,5 cl, concepite per l'utilizzo negli stadi.

## Storia
Fu ideato nel 1860 dall'anconetano Ugo Borghetti, proprietario di un bar chiamato Caffè Sport, situato nella piazza della stazione centrale di Ancona. In occasione dell'inaugurazione della linea ferroviaria Ancona-Pescara, nel maggio del 1863, venne distribuita ai viaggiatori in partenza il Caffè Sport,  bevanda alcolica la cui ricetta era stata ideata per l'occasione. La ricetta era stata ideata forse ispirandosi alle bevande tradizionali del turchetto anconitano e della moretta fanese. 
Inizialmente composto da una miscela di caffè e alcool servita ai viaggiatori della vicina stazione ferroviaria, venne successivamente raffinata la ricetta con una miscela di Coffea arabica e di Coffea robusta. Borghetti iniziò a produrlo a livello industriale e si trasferì a Roma ottenendo, durante il periodo fascista, anche incarichi di partito. Secondo alcuni racconti locali delle persone della provincia di Macerata, il liquore venne utilizzato insieme al mistrà (principalmente Varnelli) per preparare un particolare cocktail chiamato "calzolaio".
Negli anni settanta la Borghetti ebbe dissesti finanziari che la portarono al fallimento e il marchio venne preso in affitto dalla ditta Barrovecchio di Jesi per alcuni anni, finché non venne messo all'asta nel 1976 e aggiudicato alla società Carpano, che lo distribuì in tutta Italia con relativo successo. Nel 1982 il 50% del marchio venne acquistato dalla Distillerie fratelli Branca, che lo lanciò a livello internazionale e ne rilevò l'altra metà nel 2002.

## Ricetta
Il liquore può anche essere preparato in modo casalingo e molte famiglie hanno una loro ricetta: non è infatti un distillato, ma un preparato miscelato in base alcolica.
Secondo una ricetta tradizionale, in una bottiglia da un litro si sciolgono 200 grammi di zucchero in 300 ml d'acqua tiepida, poi si aggiungono sette tazze di caffè ristretto e 300 ml di alcool puro. Si lascia riposare per 12 ore e quindi si aggiunge una piccolissima quantità di vanillina per dolci (quanto un chicco di riso) riempiendo la bottiglia con acqua fredda. Il liquore può essere consumato dopo quaranta giorni di riposo al riparo dalla luce.

## Confezione originale e confezione per i tifosi di calcio
Nelle etichette concepite da Ugo Borghetti apposte nelle prime bottiglie della sua omonima bevanda compariva questa piccola poesia:
(Ugo Borghetti - Ancona)
Nella sua confezione mignon, invece, era - e in parte lo è anche tuttora - molto venduto presso vari stadi in occasione delle partite di calcio.